# Українка (Бериславський район)
Укра́їнка — село в Україні, у Новоолександрівській сільській громаді Бериславського району Херсонської області. Населення становить 312 осіб.

## Населення
Згідно з переписом УРСР 1989 року чисельність наявного населення села становила 338 осіб, з яких 163 чоловіки та 175 жінок.
За переписом населення України 2001 року в селі мешкало 313 осіб.

### Мовний склад
Рідна мова населення за даними перепису 2001 року:
| Мова       | Чисельність, осіб | Доля     |
| ---------- | ----------------- | -------- |
| Українська | 291               | 92,97 %  |
| Російська  | 12                | 3,83 %   |
| Молдовська | 10                | 3,20 %   |
| Разом      | 28 375            | 100,00 % |